# ディラン・マッゴーワン
ディラン・ジョン・マッゴーワン（英語: Dylan John McGowan、1991年8月6日 - ）は、オーストラリアとスコットランドのサッカー選手。オーストラリア代表。ポジションはDF。
Kリーグ時代の登録名はマッゴーワン（ハングル: 맥고완）。

## クラブ歴
パラ・ヒルズ・ナイツSCから2008年にハート・オブ・ミドロシアンFCに移籍。2010年にトップチームに昇格し、イースト・ファイフFCに期限付き移籍して選手となった。同年11月20日に選手初出場を記録した。
翌シーズンはゴールドコースト・ユナイテッドFCに期限付き移籍した。ハーツでの初出場は2012年9月22日の試合で、メディ・タウィルに代わっての途中出場であった。その後1年の契約延長をした。ダレン・バーが移籍すると背番号を74番から5番に移した。この2013-14シーズンの彼はリーグ戦だけで37試合に出場したものの、他の主力選手とともに契約満了で退団した。
2014年6月、アデレード・ユナイテッドFCに2年契約で加入。2016年6月7日に新たに1年契約を締結した。
2017年5月16日にFCパソス・デ・フェレイラに2年契約で移籍した。しかしリーグ戦で出場する事がないまま2018年1月に江原FCに期限付き移籍した。
2019年8月22日、ウェスタン・シドニー・ワンダラーズFCに3年契約で加入。2021年7月に双方合意で契約解除。
2021年夏にキルマーノックFCに加入した。

## 代表歴
オーストラリアU-20代表としては28試合に出場した。
オーストラリアA代表としては2017年6月13日に行われたブラジル代表との親善試合で代表初出場を記録した。

## 個人
アデレードで生まれたが、血筋はスコットランドのグラスゴーにある。兄のライアン・マッゴーワンもサッカー選手。